# Piszczane (obwód czerkaski)
Piszczane (ukr. Піщане) – wieś na Ukrainie, w obwodzie czerkaskim, w rejonie złotonoskim, siedziba hromady. W 2001 liczyła 3827 mieszkańców, spośród których 3724 wskazało jako ojczysty język ukraiński, 89 rosyjski, 1 mołdawski, 6 białoruski, a 7 inny.